# 86279 Brucegary
86279 Brucegary este o planetă minoră (asteroid) din centura de asteroizi. A fost descoperită pe 17 octombrie 1999 la Junk Bond Observatory⁠(d) de Jeffrey S. Medkeff⁠(d). 
Obiectul prezintă o orbită caracterizată de o semiaxă mare de 1,9318165069515 UAi, o excentricitate de 0,07, o înclinație de 21,8 ° în raport cu ecliptica.